# Carl Wilhelm Poppe
Carl Wilhelm Poppe (* 8. Juli 1901 in Gießen; † 11. Oktober 1961 in Gießen) war ein deutscher Unternehmer.

## Leben

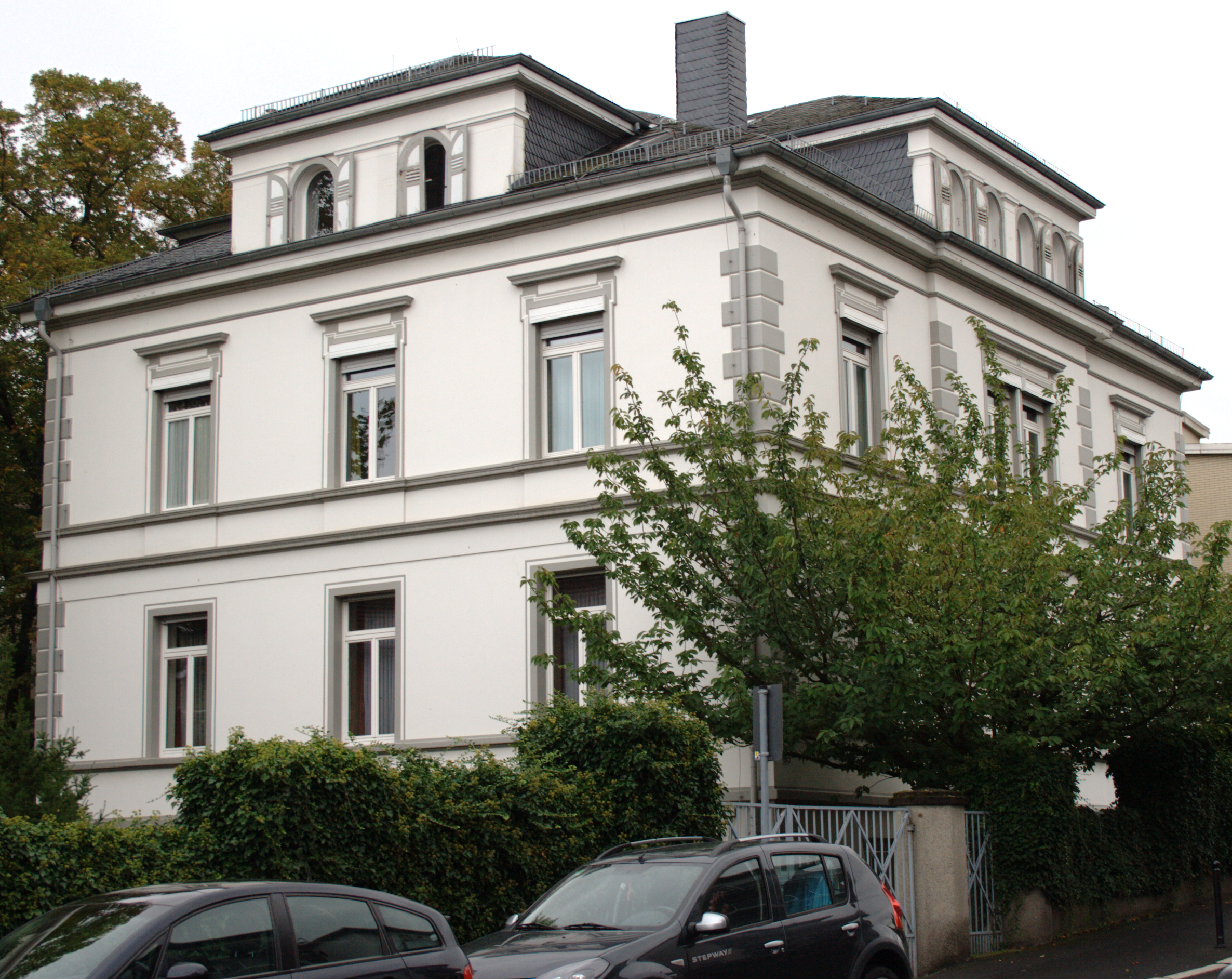
Ehemalige Poppe-Villa, als Verwaltungsgebäude der Actienbrauerei erbaut

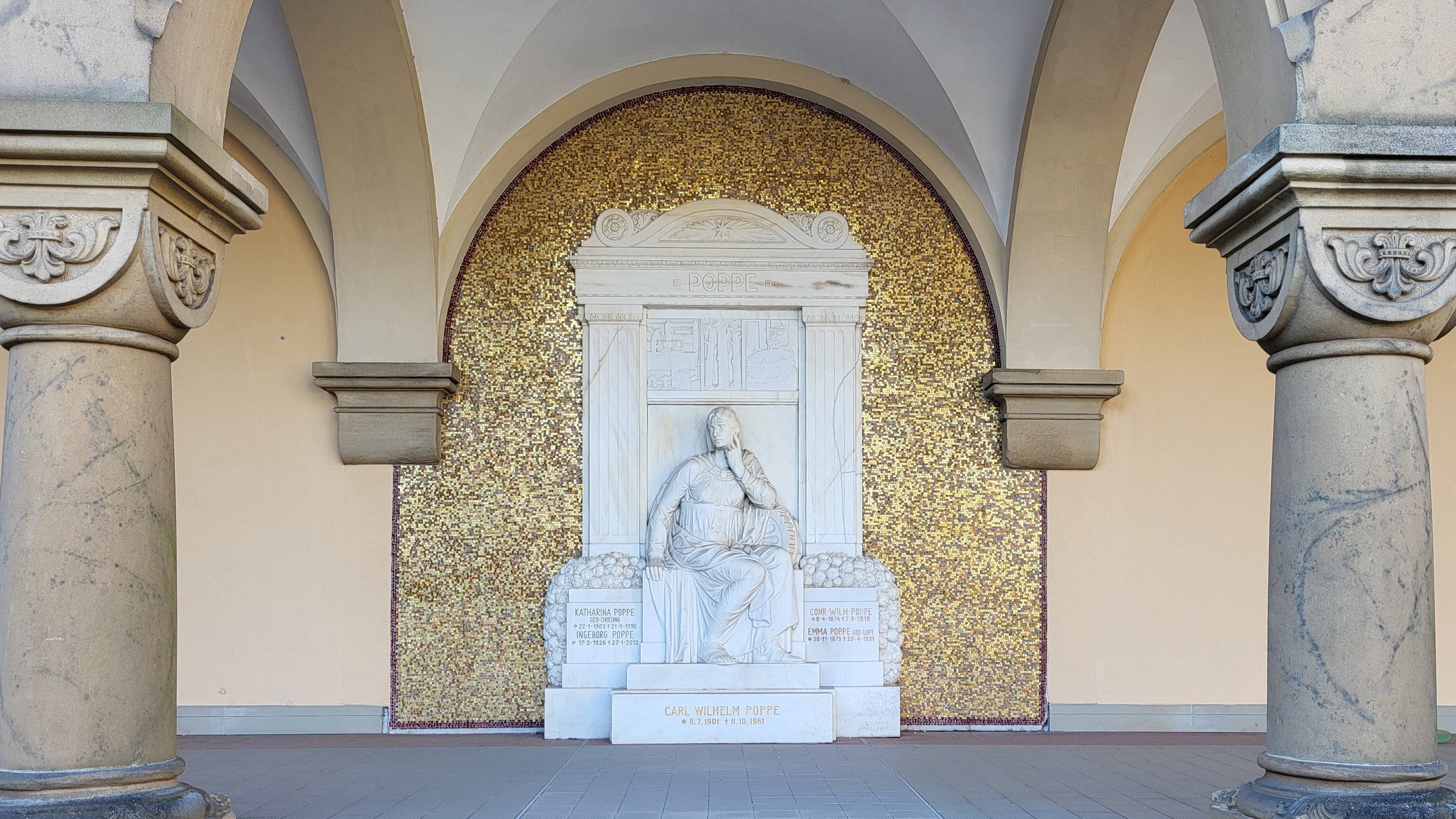
Gruft der Familie Poppe auf dem Neuen Friedhof in Gießen, Friedhofsallee 43

Carl Wilhelm Poppe war der Sohn von Conrad Wilhelm Poppe (* 8. April 1874; † 7. September 1918) und dessen Ehefrau Emma Poppe, geb. Luft (* 30. November 1875; † 25. April 1931). Conrad Wilhelm Poppe gründete im Jahr 1911 die Firma „Gießener Gummiwarenfabrik Poppe & Co“. Die Produktion der Gummiwaren erfolgte in gepachteten Fabrikräumen der seit 1867 bestehenden Actienbrauerei am Leihgesterner Weg/Ecke Aulweg. (⊙)
Gefertigt wurden beispielsweise Flaschenscheiben aus Gummi für Bügel- und Hebelverschlüsse, die für die Flaschenabfüllung von kohlensäurehaltigen Getränken erforderlich waren.
Conrad Wilhelm Poppe starb 1918 im Alter von 44 Jahren. Sein Sohn Carl Wilhelm Poppe übernahm die Firmenleitung. Er heiratete Katharina Dreling (* 22. Januar 1903; † 21. September 1996) am 17. Mai 1924 in Gießen.
1935 begann die Firma Poppe im Auftrag der I.G. Farben mit Versuchen zur Verarbeitung der synthetischen Kautschuke Buna und Perbunan. Diese synthetischen Kautschuke erwiesen sich nicht nur als vollwertiger Ersatz für Naturkautschuk, sondern erschlossen auch eine Vielzahl neuer Anwendungsbereiche.
Zwei Luftangriffe im Dezember 1944 zerstörten die Produktionsanlagen fast vollständig. Beim verheerenden Luftangriff auf Gießen am 6. Dezember 1944 kam es in den Poppe-Kellern, den ehemaligen Actienbrauerei-Eiskellern, zur Katastrophe. Als die Sirenen am Abend des Nikolaustags Fliegeralarm signalisierten, suchte eine große Zahl Gießener die Poppe-Keller auf, da diese der Zivilbevölkerung als öffentliche Luftschutzräume dienen sollten. Weil jedoch die Kellermauern und -decken dem Bombenhagel nicht standhielten, starben durch den Einsturz der Gewölbe und durch direkte Bombenwirkungen mindestens 100 Menschen.
Nach dem Zweiten Weltkrieg erfolgte bis Ende 1947 der Wiederaufbau des Unternehmens. 1958 übernahm Carl Wilhelm Poppe die Aktienmehrheit der Veritas Gummiwerke AG sowie der Ullrich Gummiwerke AG in Gelnhausen und gründete die Poppe-Veritas-Holding. Die jüngere Tochter Ursula Krebaum-Poppe wurde Geschäftsführerin der Poppe-Veritas-Holding.
Carl Wilhelm Poppe war von 1959 bis zu seinem Tod im Jahr 1961 Präsident der Industrie- und Handelskammer Gießen.
Carl Wilhelm Poppe war auch gesellschaftlich aktiv. Insbesondere fand die Gießener Rudergesellschaft 1877 e. V. seine Unterstützung. Seit dem 1919 bestand eine Vereins-Familienmitgliedschaft und die GRG wurde im Verlauf der Jahrzehnte durch Spenden unterstützt. Für die jährlich auf der Lahn stattfindende Gießener Pfingstregatta wurde zudem der Poppe-Preis gestiftet.
Nach dem Tod von Carl Wilhelm Poppe wurden seine Witwe Katharina Poppe und die ältere Tochter Ingeborg Poppe (* 17. Februar 1926; † 27. Januar 2012) geschäftsführende Gesellschafterinnen der Firma Poppe. Ingeborg Poppe wurde in dieser Funktion zur Gießener Vorzeigeunternehmerin ihrer Generation. Im Jahr 2000 begann die Verlagerung der Produktion in ein neu errichtetes Poppe-Werk am Ohlebergsweg 5 (⊙) in Gießen. Seit 2013 wird im alten Werk am Leihgesterner Weg nicht mehr produziert. In einem Teil der früheren Produktionshallen und im ehemaligen Poppe-Verwaltungsgebäude konnten Arbeitsplätze angesiedelt werden, von denen keine Emissionen (Lärm, Abgase) ausgehen. Auf den restlichen Teilflächen wurden Wohnungs-Neubauten realisiert. Die denkmalgeschützte spätklassizistische Poppe-Villa, die ursprünglich als Verwaltungsgebäude der Actienbrauerei diente, wurde zum Bürogebäude umgewandelt.
Die Familiengruft der Familie Poppe befindet sich auf dem Gießener Neuen Friedhof (Rodtberg). Im Innenhof des Hauptgebäudes erwarb die Familie Poppe eine von Arkaden flankierte repräsentative Grabstätte.